# Nikolaus-Kapelle (Köln)

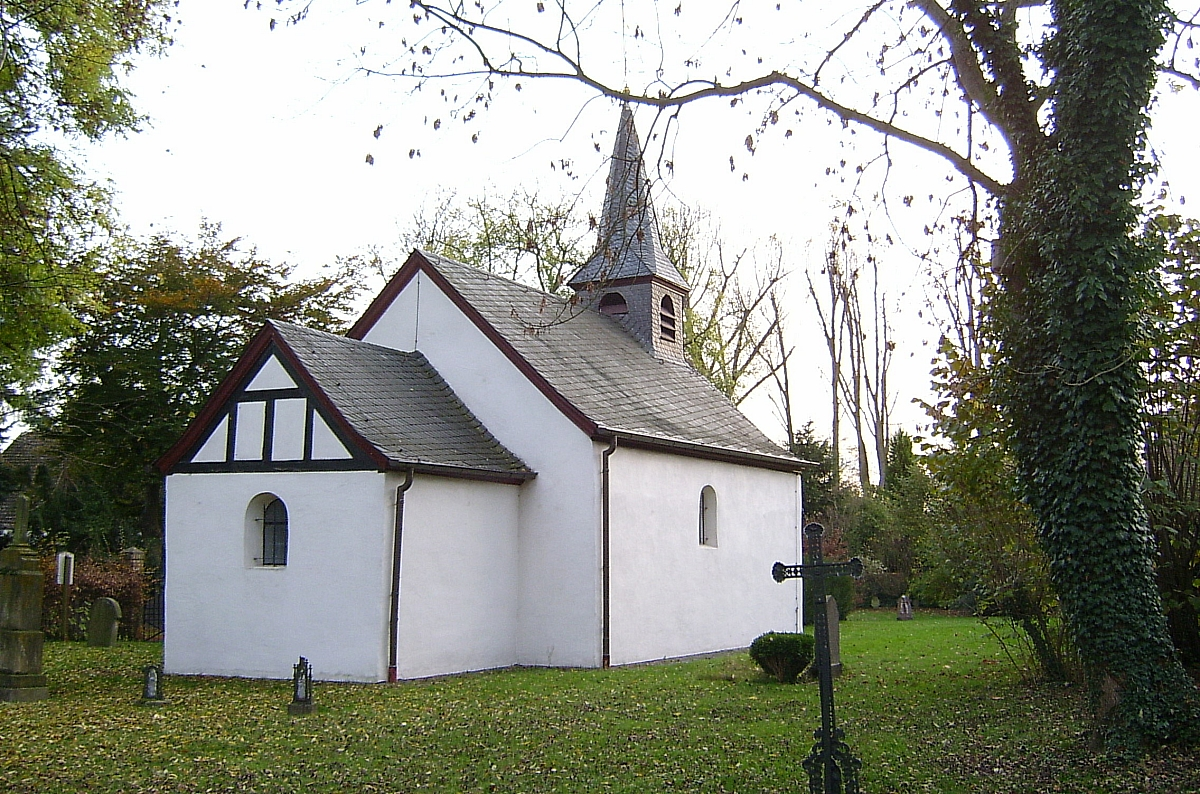
Nikolaus-Kapelle und ehemaliger Friedhof

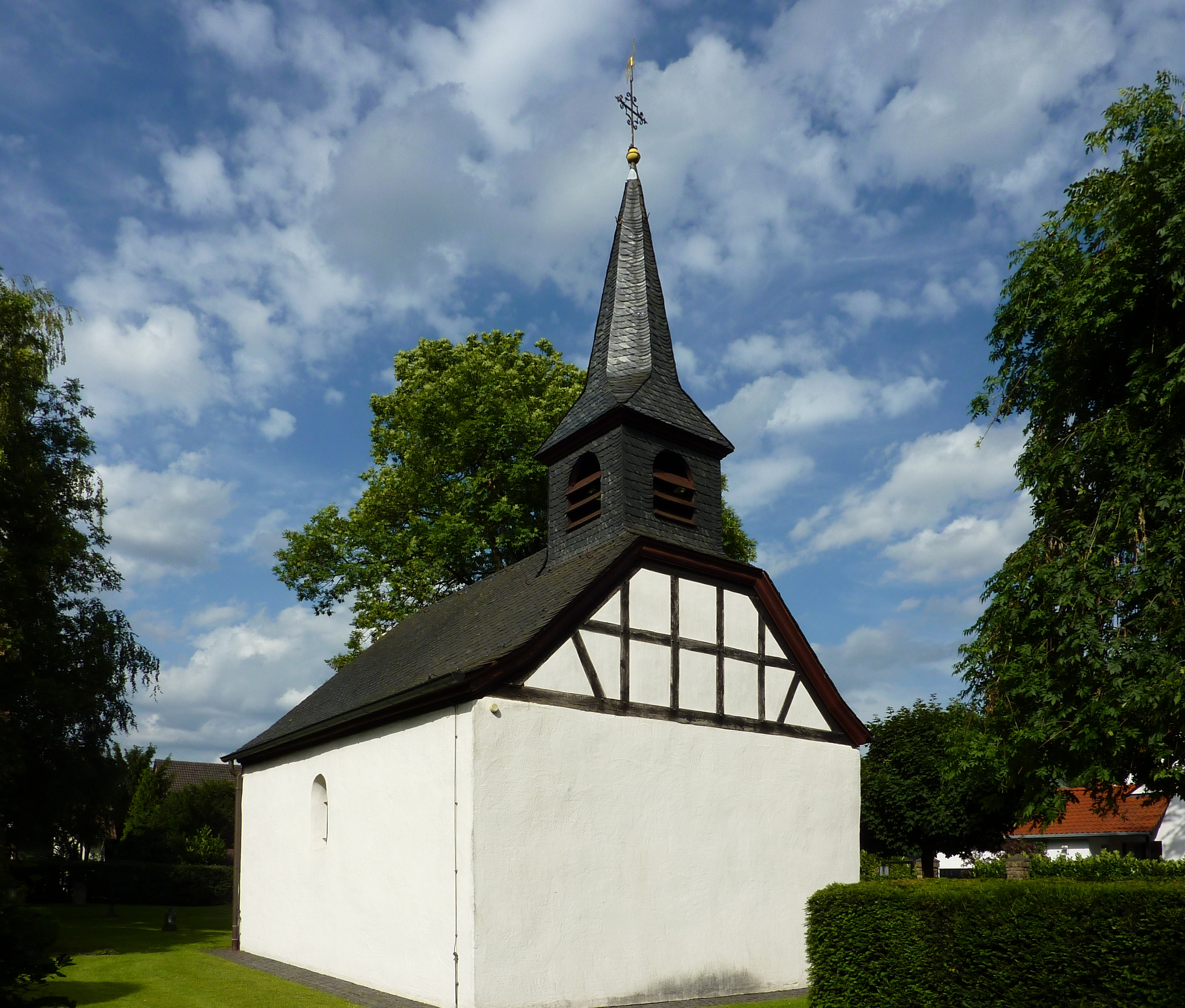
Nikolaus-Kapelle von Westen

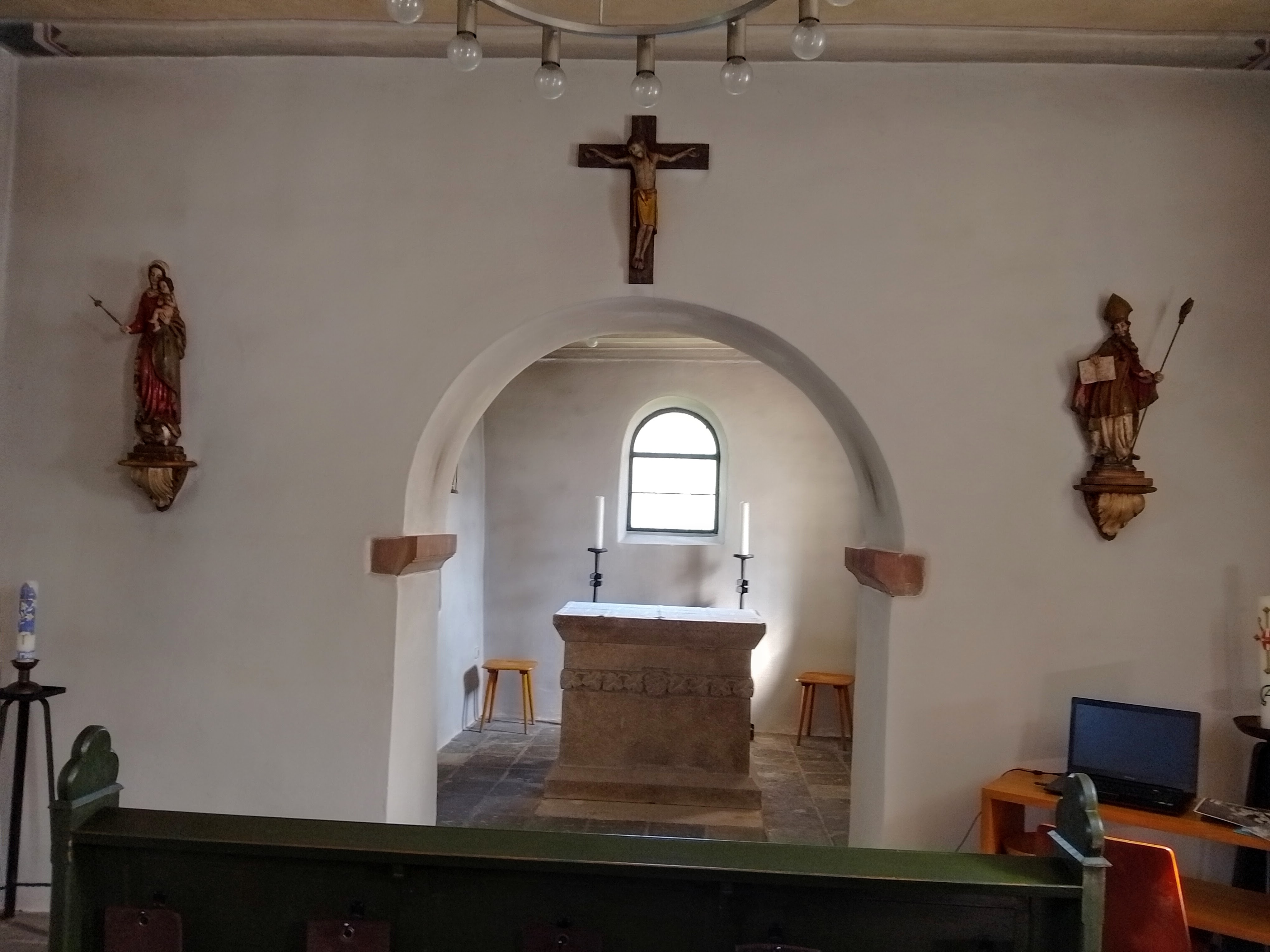
In der Kapelle

Die in Rheinnähe liegende römisch-katholische Nikolaus-Kapelle in Köln-Westhoven wurde um 1100 erbaut und ist dem Schutzpatron der Schiffer, Nikolaus von Myra, geweiht. Sie ist die kleinste der noch erhaltenen ehemaligen romanischen Dorfkirchen in Köln, ist von einem alten Friedhof umgeben und wird vom Förderverein Romanische Kirchen Köln betreut.

## Geschichte

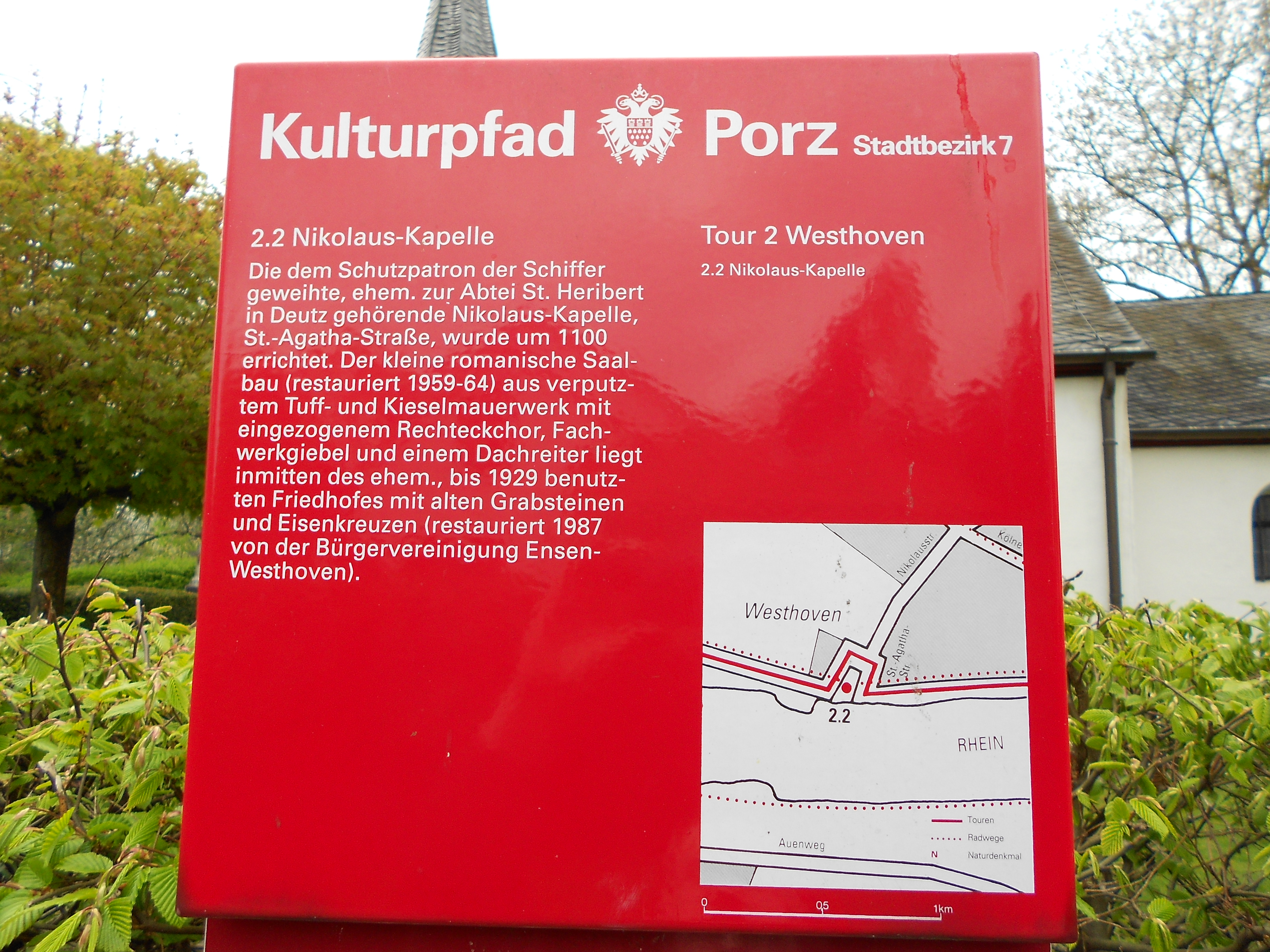
Infotafel des Kulturpfads Porz

Ursprünglich gehörte diese um 1100 erbaute Kapelle zur Abtei St. Heribert in Deutz. Bauzweck war es, den Gläubigen aus Westhoven den Weg nach Deutz zur Abtei zu ersparen. Sie wurde dem heiligen Nikolaus, dem Schutzpatron der Schiffer und Seeleute, geweiht. 1128 wurde die Kapelle mit dem Begräbnisrecht versehen. Die Gottesdienste in der Kapelle wurden auch von durchreisenden Kaufleuten und Rheinschiffern besucht, verstärkt als das von der Stadt Köln 1259 eingeführte Stapelrecht durch viele Händler umgangen wurde, indem sie ihre Waren im rechtsrheinischen Zündorf entluden, auf dem Landweg nach Mülheim weiterbeförderten und unterwegs in der Nikolaus-Kapelle segnen ließen. Französische Besatzungstruppen rissen von 1794 bis 1814 den Ort Westhoven bis auf die Kapelle ab, um einen freien Blick auf den Rhein zu haben. Im Jahr 1802 endete vor dem Hintergrund der Säkularisation die Zugehörigkeit zur Deutzer Abtei, als alle Klöster und Stife in Köln aufgehoben wurden.
Die von 1959 bis 1964 und in den 1990er Jahren restaurierte Kapelle liegt inmitten eines Friedhofs, der bis 1929 genutzt und 1987 ebenfalls restauriert wurde.

## Bauwerk
Die romanische Saalkirche hat eine Grundfläche von 8 × 13 m, besteht aus Tuff-, Grauwacke- und Rheinkieselmauerwerk und verfügt über einen eingezogenen Rechteckchor. Während mehrerer Renovierungsmaßnahmen in den 1960er und 1990er Jahren wurde die Nikolauskapelle weiß verputzt. Der Saalbau schließt im Osten mit einem eingezogenen Chorquadrat ab. Das weiß getünchte Mauerwerk ist kompakt und ungegliedert und hat einige wenige rundbogige Fensteröffnungen. Im Osten und Westen bilden dreieckige Fachwerkgiebel die Abschlüsse. Auf dem schiefergedeckten Satteldach sitzt ein Dachreiter mit spitzem Helm. Saal und Chor haben eine flache Holzdecke. Ein Rundbogen, der auf zwei Kämpferplatten aufliegt, bildet den Durchgang zum Altarraum, dessen Altartisch mit einer Weinranke geschmückt ist. Links und rechts dieses Rundbogens sind barocke Skulpturen der Muttergottes und des heiligen Nikolaus angebracht.